# مرسيدس (أميرة أستورياس)
ماريا دي لاس مرسيديس، أميرة أستورياس (بالإسبانية: María de las Mercedes de Borbón y Habsburgo-Lorena)‏ (11 سبتمبر 1880 - 17 أكتوبر 1904) هي الأبنة الكبرى لـ ألفونسو الثاني عشر ملك إسبانيا من زوجته الثانية ماريا كريستينا من النمسا، كان اسمها تيمناً لزوجة والدها المتوفاة مرسيديس من أورليان
، عينت مرتين أميرة أستورياس وذلك في عهد والدها، بحيث كانت على مقربة في أن تصبح ملكة إسبانيا بحيث توفي والدها وترك أمها حاملاً، وكان من حسن الحظ أن الجنين صبي، وبذلك تم استبعادها واصبح الوليد الجديد ملكاً تحت مسمى ألفونسو الثالث عشر، وأيضا عينت مرة أخرى أميرة أستورياس في عهد أخيها واستمر الوضع حتى وفاتها في عام 1904.